# خيسوس ريكو
خيسوس ريكو (بالإسبانية: Jesús Rico)‏ هو لاعب كرة قدم مكسيكي، ولد في 11 يناير 1953 في المكسيك. لعب مع أتلتيكو إسبانيول ‏.

## وصلات خارجية
- خيسوس ريكو على موقع قاعدة بيانات كرة القدم.إي يو (الإنجليزية)
- خيسوس ريكو على موقع ناشيونال فوتبول تيمز (الإنجليزية)
- خيسوس ريكو على موقع عالم كرة القدم.نت (الإنجليزية)
- خيسوس ريكو على موقع أوليمبيديا (الإنجليزية)